# Leviathan (Shiro Kuroi)
Leviathan (jap. リバイアサン Ribaiasan) ist eine dreibändige Manga-Serie von Shiro Kuroi. Sie erschien erstmals 2022 bis 2023 im französischen Comicverlag Ki-oon, nachdem das erste Kapitel bereits 2021 in der dritten Ausgabe des Magazins Ki-oon Mag abgedruckt wurde. 
Unter Lizenz wurde Leviathan 2022 bis 2023 auch als Fortsetzungsgeschichte auf der japanischen Manga-Plattform Shōnen Jump+ (Shūeisha) veröffentlicht. Eine deutsche Fassung erschien in der Übersetzung von Gandalf Bartholomäus bei Carlsen Manga! (2024–2025).
Die Science-Fiction-Geschichte beschreibt den Überlebenskampf einer auf sich gestellten Gruppe von Schülerinnen und Schülern auf einem havarierten Raumschiff, das zwischen dem Planetensystem Proxima Centauri und der Erde verkehrt. Mithilfe von zeitlichen Sprüngen bzw. Perspektivwechseln werden die Ereignisse abwechselnd aus der Sicht der Jugendlichen und einer Wrackräuber-Truppe erzählt, die das verschollene Passagierschiff lange Zeit nach der Katastrophe erkundet.
Mit dem Titel nahm Kuroi sowohl Bezug auf das biblische Seeungeheuer Leviathan, als auch auf die gleichnamige Schrift, in der Thomas Hobbes unter anderem einen staats- und gesetzlosen Naturzustand beschreibt, in dem gewalttätige Anarchie herrscht und die Menschen einen „Krieg aller gegen alle“ führen.

## Hauptfiguren
Die Charaktere der Leviathan-Serie setzen sich vorwiegend aus Personen einer Mittelschulklasse des Kolonieplaneten Proxima zusammen – ein Klassenfoto im Abschlussband zeigt eine Gruppe von 42 Schülerinnen und Schülern mit zwei Lehrkräften. Während die meisten Jugendlichen namentlich unerwähnt bleibt und nicht als handelnde Figuren auftreten, haben folgende Personen Schlüsselrollen inne:
Kazuma Ichinose, der Hauptprotagonist der Serie, führt ein Tagebuch über die Geschehnisse auf der Leviathan, das nach vielen Jahren von Plünderern gefunden wird. Der hellhaarige Junge hat ein empathisches Wesen, bringt jedoch oftmals nicht den nötigen Mut auf, sich durchzusetzen.
Futaba Nikaido, eine Einzelgängerin unter den Klassenkameradinnen und -kameraden, fühlt sich keiner Gruppen zugehörig und steht lediglich in Kontakt mit Ichinose. Im Verlauf der Geschichte zeigt sich, dass sie Ichinoses Handlungen immer stärker in eine negative Richtung lenkt.
Yo Yahata, wird als „geborener Anführer“ beschrieben. Ichinose schaut zu ihm hinauf und steht gleichzeitig in einem Konkurrenzverhältnis zu ihm. Yahatas kameradschaftliche Art verbindet sich mit einer rationalen Denkweise.
Roku Muguruma ist mit seiner robusten Statur und kraftvollen Präsenz seinen Mitschülern körperlich überlegen. Der einst von seinem Vater misshandelte Junge, hat „sein Leben lang auf Stärke gesetzt, um sein Umfeld zu kontrollieren“.
San Mikami ist ein freundlicher und sensibler Schüler. Er ist von kleinem Wuchs und hat ein friedliches Naturell. Im Laufe der Handlung schließt er sich mit Ichinose zusammen.

## Inhalt

### Erster Band
Eine Gruppe aus drei Plünderern sprengt sich den Weg ins Innere eines Raumschiffwracks frei. Bei der Erkundung des ehemaligen intergalaktischen Passagierschiffs stößt einer der Räuber auf das Tagebuch von Kazuma Ichinose, das er aufsammelt und aus dem er den Anderen vorliest. Sie erfahren, dass das Schiff auf halber Strecke zwischen dem Kolonieplaneten Proxima und der Erde verschollen ging.
Lehrer Senda interveniert, als Kuki von Shikata und anderen Mitschülern schikaniert wird und rät Kuki, sich zu wehren. Als sich Ichinose mit seiner Mitschülerin Nikaido unterhält, wird das Raumschiff von Explosionen erschüttert. Lehrer und Kinder versammeln sich auf dem Hauptplatz. Ein sechsbeiniger Roboter stößt mit Lehrer Senda auf dem Weg zur Kommandobrücke auf verschlossene Notfallschotten. Lehrerin Momose schickt Nikaido ins Arztzimmer, um einen Verbandkasten zu organisieren und wird von Ichinose begleitet. Zufällig bekommen sie das Gespräch Sendas mit dem Roboter mit: Der Wohnblock ist von der Außenwelt abgetrennt und eine Sauerstoffknappheit steht in 50 Stunden bevor. Die einzige Überlebensmöglichkeit bietet eine einzelne Kälteschlafkapsel im Inneren des Schiffes. Ichinose lässt ein Arznei-Fläschchen fallen und flieht mit Nikaido. Das Mädchen schärft Ichinose ein, dass das Gehörte ein Geheimnis bleiben muss. Senda lauert Nikaido auf und attackiert sie mit einem Messer, wird im Kampf aber von Nikaido getötet.
Ichinose erzählt Lehrerin Momose vom defekten Belüftungssystem. Sie schenkt ihm keinen Glauben und auch der Roboter streitet es ab. Nikaido leugnet, die ursprünglichen Aussagen des Roboters mitbekommen zu haben. Später finden Schüler die aufgehängte Lehrerin und Ichinose bezichtigt Nikaido des erneuten Mordes. 
Bei der Bergung einer Schülerin übernimmt Yahata die Führung, während Muguruma die größten Wrackteile zur Seite schiebt. Die Rettungstruppe unterhält sich über die Ursache des Unglücks: die Reiseroute ist seit Längerem Ziel von Widerstandstruppen, die der „vereinten Regierung“, einer Militärdiktatur, feindlich gesinnt sind. Bei einer Begegnung mit Nikaido gibt die Einzelgängerin zu, Ichinose getäuscht zu haben. Sein Tagebuch gerät in die Hände seines Mitschülers Shichijo. Ichinose lockt Shichijo vom Hauptplatz weg und stößt ihn über ein Geländer, an dem er sich festhalten kann. Als Ichinose ihn retten will, ermordet Nikaido Shichijo.
Yahata ruft zu einer Versammlung im Speisesaal auf. Ichinose wird von einem Freund Shichijos des Mordes bezichtigt. Er erzählt allen Beteiligten vom Sauerstoffproblem und der Überlebensmöglichkeit. Im Speisesaal bricht ein Tumult aus. Zwei Freundinnen geraten in einen Kampf, der zum Tod eines der Mädchen führt. In Panik fliehen die Schüler aus dem Saal und bewaffnen sich.

### Zweiter Band
Während das Morden seinen Lauf nimmt, stößt Mikami zu Ichinose. In einem anderen Teil des Schiffs rächt sich Kuki an seinen Peinigern: Er verwundet Shimotsuki und lässt ihn im Gang liegen, um dessen Freunde zu sich zu locken. Shikata und Toji gelingt es zunächst, einem Anschlag Kukis zu entgehen. Als sie dieser einholt, töten sie sich gegenseitig. In der Zwischenzeit treffen Ichinose und Mikami auf Yahata, der das Belüftungssystem untersucht. Mit dem Wissen, dass die Luft nicht mehr lange ausreicht, machen sie sich auf die Suche nach Sauerstoffflaschen. Die drei kehren zum Speisesaal zurück, wo der Eingang inzwischen verbarrikadiert ist. Die bewaffneten Jugendlichen lassen sie eintreten. Entlang der sozialen und wirtschaftlichen Trennlinien der Schülerinnen und Schüler haben sich inzwischen Gruppen gebildet: Die reichen „Oberstädter“ haben den Speisesaal eingenommen und betrachten die „Wohnblöckler“ (die Arbeiterkinder der Unterstadt) als Barbaren. 
Bei einem Erstürmungsversuch organisiert Yahata die Abwehr. Einem Eindringling gelingt es, in die Speisekammer zu schleichen. Als er entdeckt wird, stößt er sein Messer in die Brust einer Mitschülerin und wird von den Anderen niedergestreckt. Nikaido erzählt Ichinose, Yahata bei der Übergabe eines Zettels an einen „Wohnblöckler“ gesehen zu haben. Ichinose verdächtigt daraufhin Yahata – dieser flieht vor dem Zorn seiner Mitstreiter. Nikaido offenbart Ichinose, ihn im Hinblick auf Yahata belogen zu haben. Mehrere bewaffnete „Wohnblöckler“ dringen durch einen Schacht in den Speisesaal ein und überwältigen die Wachen. Auch die Barrikade wird überwunden und die überraschten „Oberstädter“ ziehen sich in den letzten verbleibenden Raum zurück.
Ichinose flieht mit Mikami durch den Belüftungsschacht. Muguruma, der Anführer der „Wohnblöckler“, wird nach der Erstürmung der Räume von seinen eigenen Mitstreitern attackiert, kann sich aber aller Angreifer erwehren. Yahata stößt zu ihm hinzu, geht jedoch nicht in einen Kampf mit ihm über, sondern kündigt an, sich zuerst an Ichinose zu rächen. Ichinose und Mikami, die dies im Schacht mitbekommen haben, machen sich auf sich aufmerksam und werden von Muguruma angegriffen. Der am Bein verletzte Mikami wird von Ichinose zurückgelassen. Ichinose gelingt es, Muguruma zu verletzen. In einer Lagerhalle findet er auf der Suche nach einer Waffe eine Sauerstoffflasche und setzt sich in einen, mit Roboterarmen ausgestatteten Hubstapler. Muguruma schlägt dem Fahrzeug einen Arm ab, rutscht aus und wird von einer der beiden Stapler-Gabeln aufgespießt.
Die Wrackräuber, die in der Gegenwart auf den sechsbeinigen Roboter aus dem Tagebuch gestoßen sind und von ihm attackiert wurden, überwältigen diesen mit Sprengstoff und Gewehrschüssen.

### Dritter Band
Nach den Erschütterungen des Kampfes beginnt die Leviathan zusammenzustürzen. Die Räuber finden die Speichereinheit des Raumschiffs, die alle Kameraaufzeichnungen der damaligen Geschehnisse enthält. Sie erkennen über die Kamerabilder, dass das Tagebuch nur teilweise der Realität entspricht und Nikaido in vielen Momenten nicht auftaucht. Tatsächlich hatte Ichinose Nikaido nach dem Mord an der Lehrerin erwürgt und ihre Leiche versteckt. Der Junge hatte eine Persönlichkeitsstörung erlitten und Nikaidos Weiterleben imaginiert.
Ichinose lässt sich vom Roboter über den Verbleib Yahatas aufklären: Von einem „Wohnblöckler“ überrascht, erlitt dieser eine Schnittwunde im Gesicht. Nach dem Duell stürzen beide über ein Geländer herab und sterben, wie ihm der Roboter mitteilt.
Ichinose, wird – so scheint es ihm – in einem Gang von Nikaido attackiert. Er überwältigt sie und sticht ihr mit einem Messer in die Brust – tatsächlich jedoch nur in einen Spiegel. Als Ichinose den verwundeten Mikami wiederfindet, zückt er sein Messer, doch Mikami lehnt den Kampf ab. In der dünner gewordenen Luft verliert Mikami das Bewusstsein. Ichinose trägt ihn Richtung Kälteschlafkapsel. In einer finalen Wahnvorstellung sieht sich Ichinose von einer monströsen Nikaido mit tentakelartigen Zungen verfolgt. Ichinose entkommt dem Trugbild, startet das Lebenserhaltungssystem und setzt Mikami hinein.
Die Wrackräuber finden die Kälteschlafkapsel und Ichinoses Leiche. Als sie den Kälteschlafmodus beenden und die Kapsel öffnen, rutscht aus dieser Mikami. Der Junge erkennt in einem der Plünderer Yahata. Yahata gibt zu, Teil eines Regierungsexperiments gewesen zu sein, um zu erfahren, wie sich  Schüler in einer ausweglosen Situation verhalten. Nach der Eskalation der Geschehnisse stieg er in eine Rettungskapsel und wurde bei seinem Flug von Regierungstruppen entdeckt und gefangen genommen. Yahata erblickt die Koordinaten der Leviathan auf einem Bildschirm und prägt sie sich ein. Als die Regierung überraschend gestürzt wird, werden alle Unterlagen zum Experiment zerstört. Viele Jahre nach seiner Entlassung beginnt Yahata Nachforschungen anzustellen. Er sucht Dr. Manjome, den damaligen Versuchsleiter auf und konfrontiert ihn mit der Vergangenheit. Yahata ersticht ihn und schließt sich später den Wrackräubern an.
Durch eine Öffnung an der Außenwand des Schiffes verlassen Yahata, Mikami und die anderen das Wrack. Im Raumschiff der Plünderer angekommen, schauen Yahata und Mikami als einzige Überlebende auf die Leviathan.

## Entstehung und Publikation
Kim Bedenne, die Tokioter Repräsentantin des Pariser Verlagshauses AC Media und ihrer Tochterfirma Éditions Ki-oon, wurde auf einer Dōjinshi-Messe auf den japanischen Zeichner und Autoren Shiro Kuroi aufmerksam und nahm Verhandlungen auf, die die Publikation eines seiner Werke zum Ziel hatten. Kuroi war als Webdesigner tätig und brachte ab 2016 einzelne Geschichten im Selbstverlag heraus, die er auf Manga-Messen wie Comiket und Comitia anbot. Die Urfassung von Leviathan war ein 33-seitiger monochromer Science-Fiction-Manga, den Kuroi auf der Comitia-Messe 2019 präsentierte.  Bedenne und Kuroi einigten sich darauf, Leviathan zu einer größeren Serie auszubauen und unter dem französischen Ki-oon-Label herauszubringen. Die dritte Ausgabe des Mangamagazins Ki-oon Mag (Januar 2021) zeigte eine Farbillustration der Leviathan-Protagonistin Nikaido auf dem Titelbild und enthielt neben einem vollständigen Abdruck des ersten Leviathan-Kapitels auch Auszüge aus Yumejis Fantasy-Reihe Eden of Witches (Majo no ede) und Akira Kanous Outsiders.
Kuroi arbeitete nebenberuflich an dem Mangaprojekt und nutzte auch die Wochenenden, um sein Debütwerk voranzubringen. Nach zweieinhalbjähriger Arbeit schloss Kuroi die Arbeit an Leviathan Mitte 2022 ab. Am 6. Januar 2022 erschien der Auftaktband von Léviathan in der Übersetzung von Alex Ponthaut. Noch vor der Veröffentlichung des zweiten Bandes gelang der Mangaserie ein Release im Heimatland des Autors: Ab dem 2. August veröffentlichte Shūeisha Kurois Science-Fiction-Manga unter Lizenz als Fortsetzungsgeschichte auf seiner Manga-Plattform Shōnen Jump+. Die ersten vier Kapitel werden wöchentlich veröffentlicht, die folgenden im Zwei-Wochen-Rhythmus. Am 28. Februar 2023 wurde die Manga-Serialisierung mit der Veröffentlichung des letzten Kapitels beendet. Eine japanische Taschenbuchausgabe der drei Leviathan-Bände erschien zwischen Oktober 2022 und Mai 2023. Mit der Veröffentlichung des dritten Bandes wurde die französische Ausgabe im Juni 2023 abgeschlossen.
Kurois Leviathan-Reihe erschien bis Anfang 2025 in neun Sprachen: Nach der französischen Erstpublikation folgte eine ukrainische, japanische, spanische, türkische, italienische, englische und portugiesische Fassung. Im Juni 2024 erschien bei Carlsen Manga! der erste Band der deutschen Ausgabe und im Oktober des gleichen Jahres der zweite. Der abschließende dritte Band kam im Februar 2025 heraus und enthielt als Ergänzung ein übersetztes Interview mit dem Leviathan-Zeichner und -autor. Gandalf Bartholomäus, der unter anderem Kasumi Yasudas Fool Night und Tatsuki Fujimotos Chainsaw Man ins Deutsche übertrug, war für die Übersetzung des über 550-seitigen Werks aus dem Japanischen verantwortlich.

## Einflüsse
Shiro Kuroi berief sich bei der Entstehung von Leviathan auf zahlreiche japanische und europäische Vorbilder. Kazuo Umezus Horror- und Science-Fiction-Geschichte Drifting Classroom (1972–1974), die eine Gruppe von Schülern in einer surreal-fantastischen Extremsituation beschreibt, lieferte Kuroi die zentrale Inspiration. Die Grundidee zu Leviathan entstand in einer Zeit, als in Japan Battle-Royal- bzw. Survival-Geschichten große Popularität genossen. Als Vorbild für das Hauptfiguren-Duo Ichinose/Nikaido führte der Autor Shūzō Oshimis Blumen des Bösen (2009–2014) an. Wie in Kurois Leviathan steht in Oshimis Mangareihe ein schüchterner Junge in einem Abhängigkeitsverhältnis zu einem sonderlichen und von der Gemeinschaft abgekapselten Mädchen.
Die Bildsprache von Leviathan zeigt Einflüsse von Werken Katsuhiro Otomos – Kuroi orientierte sich bei einer Schlussszene beispielsweise an Akira (1982–1990) – und Hayao Miyazakis. Bei François Schuitens mehrbändiger Reihe Die geheimnisvollen Städte (ab 1982/1983) zeigte sich Kuroi „von den Linienzeichnungen sehr beeindruckt“. Zu den weiteren Vorbildern zählte der Autor unter anderem Moebius, Nicolas de Crécy und Sergio Toppi.
Als Assistent von Tsutomu Nihei lernte Kuroi bei der mehrmonatigen Arbeit an Knights of Sidonia (2009–2015) laut eigener Aussage „viel über Detailgenauigkeit, Linienduktus und die Kunst der Vereinfachung“.

## Stil
Die Schwarz-Weiß-Zeichnungen Kurois variieren in ihrem Detailgrad und sind nach Einschätzung von Nicolas Cailleaud zuweilen von „nahezu fotorealistischer Qualität“. Kuroi zufolge ermöglicht diese Darstellungsweise die „unverfälschte Wiedergabe der Emotionen der Charaktere“.
Mit Schraffuren erzeugt Kuroi Plastizität. Sprachliche Nachahmungen von Geräuschen sind als Katakana-Zeichen in die Zeichnungen bzw. Panels integriert und in den Übersetzungen um die jeweiligen sprachlichen Entsprechungen ergänzt.
Für die Grundzeichungen von Leviathan verwendete Kuroi Zeichenfedern („G-Pen“), Tuschestifte und Kugelschreiber. Nach dem Scannen der Zeichnungen setzte er die Arbeit in dem Adobe-Programm Photoshop fort. Neben den Titelbildern fertigte Kuroi für jeden Band vier farbige Seiten in einem plastischen, digitalen Malstil an.

## Rezeption
Am Tag der Online-Veröffentlichung auf der japanischen Manga-Plattform Shōnen Jump+ wurde das erste Kapitel von Leviathan und auch die zwei folgenden jeweils eine Million Mal aufgerufen. Weitere Kapitel erhielten etwa eine halbe Million Aufrufe. Kurois Debütwerk gehörte zu den zehn meistverkauften Mangas der ersten Jahreshälfte 2022 in Frankreich.
In einer positiven Besprechung verglich Kevin Cormack (Anime News Network) den ersten Band von Leviathan mit dem japanischen Spielfilm Battle Royal (2000) und dem Science-Fiction-Horror-Spiel Dead Space (2008). Er lobte das „unglaublich stimmungsvolle Artwork“ und bezeichnete die Handlung als „fesselnd“. Die Lektüre des Mangas bezeichnete er jedoch als „manchmal schwierig [...], da die Hoffnung nach und nach erlischt und die Figuren auf immer unangenehmere Weise sterben“. Auch Jean-Karlo Lemus (Anime News Network) sprach eine Empfehlung aus und bezeichnete Kurois Werk als „kuriose Variante der alten Herr-der Fliegen-Formel“. Leviathan gelänge es, „auf verschiedenste, effektive Arten Spannung zu erzeugen“.
Jürgen Schickinger (Comic.de) bezeichnete die Handlung von Leviathan als „grundsolide“ und während er Kurois Zeichnungen im Allgemeinen als gelungen betrachtete, kritisierte er die Darstellung der Kinder und Jugendlichen: „Manchmal erscheinen ein paar Gesichter nicht altersgemäß und vereinzelt etwas verschoben. Grundsätzlich überzeugt aber Kurois weiche, plastische Grafik, die viel mit Schraffuren arbeitet.“
Die Story erinnerte Daniel Craddock (Macabre Daily) in ihrer „Intensität und Brutalität“ an Werke von Junji Ito. Die „Dialoge, Erzählung und künstlerische Ausdrucksformen“ Leviathans seien „Musterbeispiele schneller Charakterzeichung“, wobei sich „viele Klischees und Stereotype, [...] durch die gesamte Geschichte ziehen.“
Johann Vergeraud (BDGest') besprach die komplette französische Originalausgabe von Léviathan: Für die zeichnerischen Qualitäten und Ästhetik der Mangaserie fand er wiederholt lobende Worte. Die „psychologische Spannung, die im gesamten ersten Werk spürbar war“ sei Vergeraud zufolge ab dem zweiten Band einem „Blutbad“ gewichen. Bei der Besprechung des Abschlussbandes äußerte er Kritik an dem „eher naiven Ende“ und hielt die Idee mit dem geheimnisvollen Grund des Raumschiffunglücks für „ziemlich gut, aber nicht ausgereift“. Léviathan war für Vergeraud jedoch alles in allem „eine fesselnde erste Serie von einem Autor, den man im Auge behalten sollte“.